# Norberto Ramos del Val
Norberto Ramos del Val (Santander, Cantabria, España, 7 de febrero de 1970) es un director, productor y guionista español que debutó con el largometraje Muertos comunes y que posteriormente se ha dedicado a producciones independientes como Amor tóxico, Summertime o El último fin de semana mientras realiza trabajos como realizador de videoclips, publicidad y televisión.

## Filmografía

### Cine

#### Largometrajes
| Año  | Título                  | Notas |
| ---- | ----------------------- | ----- |
| 2004 | Muertos comunes         |       |
| 2009 | Hienas                  |       |
| 2011 | El último fin de semana |       |
| 2012 | Summertime              |       |
| 2012 | Pepón es guay           |       |
| 2013 | Faraday                 |       |
| 2015 | Amor tóxico             |       |
| 2016 | El cielo en el infierno |       |
| 2017 | Call TV                 |       |
| 2018 | Lucero                  |       |
| 2020 | Ni te me acerques       |       |
| 2023 | Soy una buena persona   |       |
| 2023 | Codón es un máquina     |       |

#### Cortometrajes
| Año  | Título     | Notas |
| ---- | ---------- | ----- |
| 1995 | Luismi     |       |
| 1997 | Road movie |       |

## Premios
| Año  | Premios                                               | Categoría                                  | Película        |
| ---- | ----------------------------------------------------- | ------------------------------------------ | --------------- |
| 2005 | Abycine                                               | Premio del Público                         | Muertos comunes |
| 2005 | Sotocine                                              | Mejor Película                             | Muertos comunes |
| 2014 | C-Fem (Festival de Cine Fantástico Europeo de Murcia) | Mejor Guion: Pablo Vázquez y Jimina Sabadú | Faraday         |
| 2014 | C-Fem (Festival de Cine Fantástico Europeo de Murcia) | Mejor Director                             | Faraday         |
| 2015 | C-Fem (Festival de Cine Fantástico Europeo de Murcia) | Mejor Actriz: Ann Perelló                  | Amor tóxico     |
| 2015 | C-Fem (Festival de Cine Fantástico Europeo de Murcia) | Mejor Guion: Pablo Vázquez y Toni Junyent  | Amor tóxico     |
| 2016 | Chicago BlowUp Film Festival                          | Mejor Película                             | Amor tóxico     |
| 2016 | Chicago BlowUp Film Festival                          | Mejor Actor: Edu Ferrés                    | Amor tóxico     |
| 2016 | Chicago BlowUp Film Festival                          | Mejor Actriz: Ann Perelló                  | Amor tóxico     |
| 2016 | Chicago BlowUp Film Festival                          | Mejor Sonido                               | Amor tóxico     |